# Smaloxel
Smaloxel (Sorbus lancifolia) är en rosväxtart som beskrevs av Hedl. apud Dahl. Enligt Catalogue of Life ingår Smaloxel i släktet oxlar och familjen rosväxter, men enligt Dyntaxa är tillhörigheten istället släktet oxlar och familjen rosväxter. Arten har ej påträffats i Sverige. Inga underarter finns listade i Catalogue of Life.